# 安娜·伊萬諾維奇
安娜·伊凡諾維琪（塞爾維亞-克羅埃西亞語發音：[âna ǐʋanoʋitɕ])，1987年11月6日—），塞爾維亞前職業網球運動員，單打最高世界排名第一，一座大滿貫得主。
自2003年起開始了她的職業生涯，截至2016年退役，伊凡諾維琪生涯共拿下15座WTA單打冠軍，包含2008年法國網球公開賽冠軍。在2011年她也被《时代》評為「30位女子網壇傳奇:過去、現在、未來」之一，她亦在「網壇百大頂尖選手」行列當中。
自從拿下2008年法國網球公開賽冠軍後，伊凡諾維琪的職業生涯陷入了一段低潮，甚至有將近4年未能在大滿貫賽進入八強，當時的許多專家皆指出最主要的問題在於「選手本身信心不足」所導致。不過伊凡諾維琪在2014年傑出的表現，包括在澳網擊敗世界第一的小威廉絲（Serena Williams）、一年內拿下4座單打冠軍以及世界排名重回前5；2015年法國網球公開賽睽違7年再闖大滿貫四強，她再度向外界證明她的實力。
於2016年12月29日，伊凡諾維琪突然在「facebook」上直播，正式向球迷宣告她決定退役。

## 家庭和個人生活
伊凡諾維琪出生於南斯拉夫時期塞爾維亞的貝爾格勒，媽媽(Dragana Ivanovic)是律師，而爸爸(Miroslav Ivanovic)是商人，她有個小自己4歲的弟弟(Miloš Ivanovic)。
伊凡諾維琪生涯首次拿起網球拍是在她四歲時，從電視上看到同為南斯拉夫的選手莫妮卡·莎莉絲(Monica Seles)比賽，而她也偷偷記下當地網球學校的電話號碼，並央求她父母讓她去學習網球。在北大西洋公約組織轟炸塞爾維亞的期間，她只能在早上訓練以避免遭轟炸波及，她在訓練的時期認識了好友諾瓦克·喬科維奇(Novak Djokovic)。伊凡諾維琪曾透露因為網球設施的缺乏，她們曾經在廢棄的游泳池裡打網球、比賽。
伊凡諾維琪在2010年時曾短暫與後來登上世界排名第一的澳洲高球選手(Adam Scott)交往，但同時她世界排名也慘跌到40名，兩人於該年九月分手；兩人於2011年再度復合，並於一年後分手。2016年7月與德國足球運動員結婚。

## 網球生涯

### 2004年：未來新星
伊凡諾維琪在溫布頓網球公開賽青少組拿下亞軍，落敗給烏克蘭的卡捷琳娜·邦達連科(Kateryna Bondarenko)。在盧森堡女網賽闖進八強，在蘇黎世女網賽雖然止步於第二輪，但她以相當接近的比分才輸給當時的美國好手大威廉絲(Venus Williams)。另外今年伊凡諾維琪一共拿下5座ITF級的單打冠軍，也讓她在11月1日時排名首度闖進百名內，也是當年排名上升最多的選手。

### 2005年：首座WTA單打冠軍
伊凡諾維琪在年初WTA坎培拉女網賽擊敗匈牙利的辛克·美蓮達(Melinda Czink)，拿下生涯第一座WTA級冠軍。在澳網於第三輪落敗給法國名將阿梅莉·毛瑞斯莫(Amelie Mauresmo)。法網之前她一共擊敗了3位世界前10的俄羅斯選手：多哈擊敗库兹涅佐娃(Svetlana Kuznetsova)、邁阿密擊敗娜佳·彼得罗娃(Nadia Petrova)、華沙擊敗芝芙娜瑞娃(Vera Zvonareva)。在法網則是伊凡諾維琪的一大突破，她在第三輪擊敗阿梅莉·毛瑞斯莫，第四輪擊敗義大利的弗蘭切斯卡·斯基亞沃內(Francesca Schiavone)而挺進至八強才落敗給彼得罗娃。在後半年伊凡諾維琪在蘇黎世及林茲兩場WTA比賽皆戰至最後四強可惜皆敗給瑞士的帕蒂·施尼德(Patty Schnyder)。今年結束後伊凡諾維琪的世界排名竄升至第16。

### 2006年：生涯突破
伊凡諾維琪在雪梨國際賽中再度打敗阿梅莉·毛瑞斯莫，但是在八強輸給库兹涅佐娃。澳網二輪輸給澳洲的薩曼莎·斯托瑟(Samantha Stosur)。在法網第三輪輸給俄羅斯的米斯基娜(Anastasia Myskina)。溫網在第三輪打敗俄羅斯的沙芬娜(Dinara Safina)，但在第四輪中不敵最後的冠軍阿梅莉·毛瑞斯莫。
在八月北美賽季的到來可說是伊凡諾維琪的一大突破，她在羅傑斯盃擊敗了沙芬娜、同胞耶萊娜·揚科維奇(Jelena Jankovic)，決賽中擊敗前世界第一瑞士的辛吉絲(Martina Hingis)。其他北美賽事中包括擊敗俄羅斯美女莎拉波娃(Maria Sharapova)、比利時的克萊斯特絲(Kim Clijsters)。在美網第三輪輸給小威廉絲。
除了單打，今年伊凡諾維琪也參加雙打，像是跟俄羅斯美女基里連科(Maria Kirilenko)、印度的薩尼婭·米爾扎(Sania Mirza)等雙打好手合作。今年結束的單打排名14、雙打51收尾。

### 2007年：首次大滿貫決賽
以第13種子出戰澳網，伊凡諾維琪在第三輪輸給芝芙娜瑞娃。在泛太平洋女網賽中，先後擊敗世界第10耶萊娜·揚科維奇、世界第1莎拉波娃，決賽輸給辛吉絲。美國硬地賽季皆提早出局，但伊凡諾維琪在柏林拿下生涯首座紅土冠軍，擊敗库兹涅佐娃，此項勝利也讓伊凡的世界排名來到第8。
法網，伊凡一路過關斬將，前三輪僅輸9局，並在8強擊敗第3種子库兹涅佐娃、4強中更是以6-2、6-1橫掃第2種子莎拉波娃而晉級決賽，只可惜在決賽中以1-6、2-6慘敗給世界第一、三屆法網單打冠軍比利時的海寧(Justine Henin)。溫網在第四輪擊敗彼得罗娃，在8強更是挽救3個賽末點才擊敗捷克的瓦伊迪索娃(Nicole Vaidisova)，只可惜4強輸給後來的冠軍大威廉絲。
溫網甫一結束，膝蓋不斷的傷勢持續困擾伊凡諾維琪，致使她退出聯邦杯。之後在史丹佛復出，4強苦戰才擊敗世界第3耶萊娜·揚科維奇，決賽中擊敗彼得罗娃，使她生涯累積至4個單打冠軍，世界排名第4。美網伊凡諾維琪在前三輪只失10局第四輪再度敗給大威廉絲。歐洲巡迴賽事，伊凡在盧森堡決賽打下斯洛伐克長腿美女漢圖霍娃(Daniela Hantuchova)奪下第5座冠軍。
在馬德里年終賽伊凡在八強擊敗库兹涅佐娃、漢圖霍娃而進四強，最終不敵莎拉波娃。今年以世界第4坐收。

### 2008年：澳網亞軍、法網冠軍、單打世界排名第一
澳網第4種子，在8強中以7-6、6-4生涯首度擊敗大威廉絲，4強更是以0-6、6-3、6-4後來居上擊敗漢圖霍娃，決賽中強碰莎拉波娃，此役被稱為「史上最美的大滿貫決賽」，可惜最終以5-7、3-6不敵，拿下亞軍。
印第安維爾斯大師賽在決賽擊敗库兹涅佐娃而奪冠，決賽之前亦擊敗耶萊娜·揚科維奇、芝芙娜瑞娃。在邁阿密四強則輸給美國名將黛文波特(Lindsay Davenport)。
紅土賽季對伊凡諾維琪來說成績並不理想，在柏林四強輸給俄羅斯的德門提耶娃(Elena Dememtieva)，羅馬更是在首輪打包。但隨著法網的進行，伊凡諾維琪的狀況隨之增溫，8強擊敗帕蒂·施尼德、4強擊敗同胞耶萊娜·揚科維奇，今年決賽伊凡沒有重蹈覆轍，面對沙芬娜以6-4、6-3奪下生涯首座大滿貫冠軍，也是塞爾維亞首位女子單打冠軍以及世界第一。
身為第一種子，伊凡在溫網的表現卻令大家跌破眼鏡，僅第三輪就以1-6、4-6輸給排名132的中國選手鄭潔(Jie Zheng)，也使她丟了第一寶座。溫網過後手指的傷勢使伊凡諾維琪不得不停止比賽，這也令她錯過了北京奧運，伊凡本人也稱「這是她職業生涯最糟的時刻」。八月伊凡再度重回世界第一，但在美網第二輪就慘遭資格賽上來的選手淘汰，這也是繼1973年以來，第一種子在美網第二輪出局。之後的東京女網賽激戰三盤仍不敵彼得罗娃、北京再度輸給鄭潔。歐洲巡迴賽方面，莫斯科輸給斯洛伐克的席布可娃(Dominika Cibulkova)、蘇黎世輸給大威廉絲，不過在林茲擊敗了波蘭的拉德萬斯卡(Agnieszka Radwanska)而拿下冠軍。
多哈年終賽，伊凡諾維琪每場比賽皆落敗，最後因為病毒感染而退賽。

### 2009年：陷入低潮
澳網第五種子，伊凡諾維琪在第三輪以5-7、7-6、2-6輸給俄羅斯的阿麗莎·克萊班諾娃(Alisa Kleybanova)。聯邦杯賽事，伊凡擊敗日本隊杉山愛(Ai Sugiyama)、森田步美(Ayumi Morita)幫助塞爾維亞隊晉級。杜拜八強落敗給小威廉絲。身為印第安維爾斯大師賽衛冕冠軍，伊凡在決賽中輸給芝芙娜瑞娃。邁阿密則在第三輪中打包。
同樣為法網衛冕冠軍，伊凡卻在第四輪中2-6、3-6輸給白俄羅斯的維多利亞·阿扎倫卡(Victoria Azarenka)，提早落敗也使伊凡自2007年以來，排名首次掉出前十。溫網13種子伊凡在首輪化解賽末點才驚險擊敗捷克的露絲·哈迪卡(Lucie Hradecka)、第二輪擊敗義大利的埃拉尼(Sara Errani)、第三輪擊敗薩曼莎·斯托瑟，但在第四輪面對大威時，以1-6、0-1因傷退賽。北美賽事部分多倫多第二輪遭捷克的露絲·莎法洛法(Lucie Safarova)淘汰。美網伊凡諾維琪生涯首度在大滿貫第一輪出局，輸給卡捷琳娜·邦達連科。此時前溫網冠軍凱許(Pat Cash)則說「伊凡諾維琪給自己太大的壓力而影響整體表現」。
東京女網賽伊凡在首輪再度輸給露絲·莎法洛法，此戰過後伊凡諾維琪宣布今年後她將不會參加任何賽事。今年伊凡戰績24勝14敗，也是她轉職業以來最糟的表現，且未贏任何冠軍，她以世界第22坐收，是她自2005年來排名掉出前20位。

### 2010年: 狀況低迷，年終回穩
第一站布里斯本身為第三種子，伊凡諾維琪一路挺進四強，這也是她自去年印第安維爾斯大師賽後再度打進四強，只可惜敗給剛復出的比利時好手艾寧，比分3-6、2-6。第20種子出戰澳網，卻在第二輪以7-6(7)、5-7、4-6敗給阿根廷的姬絲拉·杜高(Gisela Dulko)。美國硬地賽事部分，印第安維爾斯大師賽首輪伊凡諾維琪就落敗，這也讓她的排名自2005年後跌出前50。邁阿密在第一輪勝利，也是她自澳網後的第一場勝利，在第三輪輸給拉德萬斯卡。紅土賽季，在德國司徒加特再度敗給拉德萬斯卡，但在羅馬伊凡諾維琪的表現可說是她去年到現在最好的一周，她擊敗了兩位世界前十的選手，維多利亞·阿扎倫卡及德門提耶娃，最後到四強才落敗。持外卡參戰馬德里，在第二輪輸給同胞耶萊娜·揚科維奇，6-4、4-6、1-6。法網伊凡以非種子的身分參賽，首輪以6-3、6-3打敗台灣的張凱貞(Kai-Chen Chang)，第二輪卻以3-6、0-6再次慘敗阿麗莎·克萊班諾娃。
溫網在第一輪就輸給以色列13種子莎哈爾·皮爾(Shahar Peer)，3-6、4-6，世界排名掉到第64。北美賽事，史丹佛第一輪拍落阿麗莎·克萊班諾娃，報了法網的一箭之仇，在第二輪輸給法國的(Marion Bartoli)。辛辛那提伊凡諾維琪經3盤激戰打敗維多利亞·阿扎倫卡，在四強中雖因腳傷退賽，但伊凡的排名大幅躍至39。美網可說是伊凡今年表現極大的回昇，在首輪以6-3、6-2打敗俄羅斯的葉卡捷琳娜·馬卡洛娃(Ekaterina Makarova)、第二輪以6-3、6-0橫掃鄭潔、在第四輪中才以2-6、1-6敗給後來的冠軍克萊斯特絲。北京女網賽伊凡諾維琪打敗了阿麗莎·克萊班諾娃、，四強中更以7-6(2)、7-6(4)激戰打敗德門提耶娃，決賽中才以6-7(1)、4-6輸給世界排名第一，丹麥美少女瓦芝妮雅琪(Caroline Wozniacki)。在林茲決賽中6-1、6-2痛宰帕蒂·施尼德，結束了超過一年的冠軍荒。在盧森堡8強輸給德國的尤莉亞·戈格斯(Julia Goerges)。
由於林茲的冠軍，伊凡獲得參加WTA冠軍錦標賽的資格，伊凡諾維琪一路闖進決賽並擊敗阿麗莎·克萊班諾娃而奪冠，生涯也累積了10座單打冠軍。之後峇里女網賽決賽6-2、7-6(5)再次打敗阿麗莎·克萊班諾娃。年終，伊凡的世界排名升至第17。

### 2011年：跌宕起伏的表現
霍普曼盃與諾瓦克·喬科維奇代表塞爾維亞隊參賽，但是伊凡諾維琪在對上比利時隊的艾寧受了傷而退賽，也錯過雪梨國際賽。第20種子出戰澳網，在第一輪面對葉卡捷琳娜·馬卡洛娃時，苦戰了2小時47分鐘仍是不敵對手，6-3、4-6、8-10，這也是伊凡第一次在澳網首輪打包。泰國芭達亞八強輸給義大利的羅貝塔·文琪(Roberta Vinci)。杜拜首輪敗給帕蒂·施尼德，6-4、6-7、2-6，伊凡諾維琪宣布因為腹部的傷勢而退出多哈。
印第安維爾斯大師賽四輪6-4、6-2擊敗耶萊娜·揚科維奇，八強4-6、6-7(4)輸給。邁阿密四輪再次輸給克萊斯特絲，僅管在第三盤曾擁有5個賽末點。聯邦杯對戰斯洛伐克隊，伊凡對上漢圖霍娃以6-2、6-4拿下，但此時伊凡卻宣布因為傷勢的復發而退出聯邦杯。馬德里首輪敗給美國的比丹妮·瑪蒂克-桑茲(Bethanie Mattek-Sands)，以6-0、4-6、4-6遭逆轉。羅馬第二輪以6-2、6-7、3-6輸給比利時的雅尼婭·維克梅耶爾(Yanina Wickmayer)。法網第一輪面對瑞典小將(Johanna Larsson)以6-7(3)、6-0、2-6爆冷出局。伯明罕四強7-6(2)、3-6、2-6輸給漢圖霍娃，伊斯特本第二輪3-6、2-6輸給大威廉絲。溫網前兩輪只失四局，但在第三輪以2-6、6-7(0)不敵捷克的非種子選手(Petra Cetkovska)。
在聖地牙哥八強以6-4、6-2擊敗中國的彭帥(Shuai Peng)，四強以7-5、4-6、4-6輸給芝芙娜瑞娃。在多倫多和辛辛那提一共只贏三場比賽。美網一路闖進第四輪才敗給小威廉絲。美網也是伊凡首次參與混合雙打比賽，她與同胞內納德·齊莫尼奇(Nenad Zimonjic)共同合作，只可惜首輪就敗給波蘭的馬利尤斯·費騰柏格(Mariusz Fyrstenberg)和台灣的詹詠然(Yung-Jan Chan)。東京第三輪3-6、1-6輸給基里連科。北京擊敗了日本的伊達公子(Kimiko Date-Krumn)、库兹涅佐娃和芝芙娜瑞娃，只可惜八強因為背傷退賽。
以外卡的資格參賽WTA冠軍錦標賽，伊凡諾維琪擊敗羅貝塔·文琪、彼得罗娃還有西班牙的安娜貝爾·梅迪娜·加里格斯(Anabel Medina Garrigues)而連續兩年奪冠，這也是她首次衛冕成功。在之後的峇里女網賽冠軍戰更是以6-2、6-0再度擊敗安娜貝爾·梅迪娜·加里格斯再次衛冕。

### 2012年：成績大躍進
布里斯本第二輪以1-6、6-1、3-6輸給克萊斯特絲，儘管第三盤曾經一度3-0領先。雪梨國際賽首輪直落二輸給露絲·莎法洛法。澳網一路殺進第四輪才輸給捷克左手持拍的好手佩特拉·克維托娃(Petra Kvitova)，2-6、6-7(2)。多哈第二輪4-6、4-6敗給捷克選手(Petra Cetkovska)。杜拜女網賽擊敗弗蘭切斯卡·斯基亞沃內、基里連科而進八強、最後輸給世界第一丹麥美少女瓦芝妮雅琪，3-6、5-7。印第安維爾斯大師賽伊凡諾維琪以6-3、6-2痛宰瓦芝妮雅琪，八強更是6-3、6-4擊敗，四強對戰莎拉波娃，第一盤以4-6落後的情況下因傷退賽。邁阿密第三輪以6-2、7-6拍落漢圖霍娃，可惜第四輪以7-6、2-6、2-6遭大威廉絲逆轉。這也是伊凡諾維琪繼2010年後排名首度上升前15。
司徒加特第三輪6-7、5-7輸給德國莫娜·巴特爾(Mona Barthel)。馬德里16強以4-6、4-6輸給維多利亞·阿扎倫卡，第一盤原本4-1領先後被追平。羅馬16強再度輸給莎拉波娃，6-7、4-6。以第13種子參戰法網，第三輪以6-1、5-7、3-6遭埃拉尼逆轉，止步32強。溫網第一輪以6-3、3-6、6-3擊敗西班牙的瑪麗亞·何塞·馬丁內斯·桑切斯(María José Martínez Sánchez)，第二輪拍落卡捷琳娜·邦達連科，第三輪更是驚險逆轉尤莉亞·戈格斯，3-6、6-3、6-4，伊凡自2009年再度殺進溫網16強，但遭維多利亞·阿扎倫卡6-1、6-0賞蛋出局。世界排名升至12。
2012倫敦奧運同時參戰單打和混雙。單打第11種子，首輪以6-4、7-5打敗美國的姬絲汀娜·麥海爾(Christina McHale)，第二輪6-4、7-5擊敗英國地主選手(Elena Baltacha)，但在16強再次輸給克萊斯特絲，3-6、4-6。混雙與內納德·齊莫尼奇搭擋，在第一輪落敗。北美巡迴賽季，羅傑斯盃第二輪以0-6、0-6慘遭羅貝塔·文琪賞雙貝果。美網第三輪6-7、6-4、6-2逆轉美國的斯洛恩·斯蒂芬斯(Sloane Stephens)，第四輪以6-0、6-4輕鬆擊敗保加利亞的茨薇塔娜·皮隆科娃(Tsvetana Pironkova)，伊凡諾維琪生涯首度闖進美網八強，1-6、3-6輸給小威廉絲。
東京第二輪輸給波蘭的厄蘇拉·拉德萬斯卡(Urszula Radwańska)。北京一路闖進16強，但爆冷輸給瑞士的羅米納·奧普蘭迪(Romina Oprandi)，4-6、3-6。林茲八強輸比利時的克斯汀·弗利普肯斯(Kirsten Flipkens)。莫斯科四強6-2、4-6、2-6輸給薩曼莎·斯托瑟。聯邦杯決賽面對衛冕冠軍捷克隊，第一場以6-7、2-6輸給露絲·莎法洛法，第二場以6-3、7-5打走佩特拉·克維托娃，最終因同胞耶萊娜·揚科維奇不敵露絲·莎法洛法，塞爾維亞隊無緣冠軍。年終伊凡諾維琪以世界第13名坐收，自2008年以來最好的一次。

### 2013年：成績回穩
與諾瓦克·喬科維奇出征霍普曼盃，只可惜在決賽不敵西班牙隊，再度無緣冠軍。澳網再度止步第四輪，其中第一輪6-2、6-1打敗辛克·美蓮達、第二輪7-5、1-6、6-4驚險勝詹詠然、第三輪7-5、6-3打掉耶萊娜·揚科維奇，最後才2-6、4-6輸給波蘭的拉德萬斯卡。儘管身為芭達亞第一種子，首輪卻3-6、7-5、3-6輸給森田步美。原本預記參賽聯邦杯，因為肩膀的傷勢退出。多哈16強1-6、6-7(4)再度輸給拉德萬斯卡，儘管在第二盤曾經以6-5領先，有機會將比賽拉至第三盤。杜拜16強則再度輸給佩特拉·克維托娃，5-7、6-7(1)。印第安維爾斯大師賽第三輪(32強)輸給德國莫娜·巴特爾。邁阿密打敗厄蘇拉·拉德萬斯卡報了去年東京之仇、第三輪6-3、6-3擊敗库兹涅佐娃，但在第四輪以6-1、4-6、2-6繼去年法網再度遭埃拉尼逆轉。墨西哥的蒙特雷，伊凡諾維琪於第二輪輸給排名百名外、匈牙利的選手(Timea Babos)，這也是伊凡自2008年美網後再度輸給排名百名外的選手。
儘管硬地表現不佳，但今年伊凡諾維琪的紅土戰績是值得稱讚的，擊敗的選手包括莫娜·巴特爾、英國天才少女勞拉·羅布森(Laura Robson)以及德國的好手安赫利奎·柯貝(Angelique Kerber)。司徒加特伊凡闖進八強，面對莎拉波娃以5-7、6-4、4-6激戰才出局。馬德里首次闖進最後四強才再度敗給莎拉波娃。可惜羅馬首輪再次輸給厄蘇拉·拉德萬斯卡。法網第四輪2-6、4-6輸給拉德萬斯卡，今年對戰成績到目前為止3連敗。
伊斯特本第二輪輸給俄羅斯的葉連娜·韋斯寧娜(Elena Vesnina)，6-2、4-6、3-6。溫網第二輪爆冷輸給加拿大新生代美少女尤金妮·布夏德(Eugenie Bouchard)，3-6、3-6。
北美賽季，聖地牙哥四強才輸給維多利亞·阿扎倫卡。多倫多伊凡諾維琪擊敗台灣的謝淑薇(Su-Wei Hsieh)、義大利的弗拉維婭·佩內塔(Flavia Pennetta)，最終止步於中國的李娜(Na Li)，6-3、1-6、6-7。辛辛那提首輪輸給法國的阿莉澤·科內特(Alize Cornet)。美網第四輪再度輸給維多利亞·阿扎倫卡，6-4、3-6、4-6遭逆轉。東京女網賽，生涯手首度敗給安赫利奎·柯貝。北京雖然擊敗弗拉維婭·佩內塔，但在下一輪爆冷輸給斯洛維尼亞的選手(Polona Hercog)。林茲一路闖進決賽，在這之前共擊敗多位好手，包括弗蘭切斯卡·斯基亞沃內、席布可娃、雅尼婭·維克梅耶爾，決賽則再次輸給安赫利奎·柯貝，4-6、6-7(4)，這也是伊凡自2011年峇里後第一個決賽。莫斯科第四種子，重複去年的結果，八強敗給薩曼莎·斯托瑟。
WTA冠軍錦標賽擊敗薩曼莎·斯托瑟、茨薇塔娜·皮隆科娃、雖然輸給俄羅斯的葉連娜·韋斯寧娜，但在小組成績第一得以進入四強，但輸給羅馬尼亞的西莫娜·哈莉普(Simona Halep)。年終排名為第16位。

### 2014年：重回顛峰
第一站2014年ASB經典賽，伊凡諾維琪結束了為期2年的冠軍荒，相隔4年，決賽中6-2、5-7、6-4擊敗大威廉絲，拿下生涯第12座單打冠軍。澳網第三輪面對近來對陣皆落敗的薩曼莎·斯托瑟，伊凡卻上演了高水準的比賽，不論發球、正拍、反拍的狀況皆在水準之上，以6-7(7)、6-4、6-2拿下勝利，第四輪對上生涯從未贏過的小威廉絲，伊凡諾維琪打出了生涯的代表作，全場神乎其技，以4-6、6-3、6-3自2008年後再次晉級澳網八強，只可惜受到大腿傷勢的影響，以7-5、5-7、2-6不敵尤金妮·布夏德。多哈32強止步，6-4、1-6、3-6敗給克拉拉·扎科帕洛娃(Klara Zakopalova)。杜拜首輪以3-6、6-3、7-6(6)險勝安赫利奎·柯貝，但在16強仍不敵大威廉絲，2-6、1-6。印第安維爾斯大師賽第三輪輸給斯洛恩·斯蒂芬斯，6-7、4-6。邁阿密16強以6-3、0-6、0-6尷尬的比分輸給佩特拉·克維托娃。蒙特雷四強7-6、6-4擊敗瓦芝妮雅琪，決賽中6-1、6-2橫掃同胞小將(Jovana Jakšić)而拿下單年第二座冠軍。
司徒加特擊敗兩位德國選手尤莉亞·戈格斯、薩比娜·利斯基(Sabine Lisicki)以及库兹涅佐娃、耶萊娜·揚科維奇而闖進決賽，最後6-3、4-6、1-6遭莎拉波娃逆轉。馬德里八強輸給西莫娜·哈莉普。羅馬16強以6-1、6-4直落二打敗莎拉波娃報仇，此役也代表自2012年來，除了小威廉絲外，唯一能在紅土打敗莎拉波娃的選手，最後在四強1-6、6-3、1-6輸給小威廉絲。雖然在紅土賽季表現亮眼，法網卻在第三輪以3-6、3-6遭露絲·莎法洛法淘汰，生涯對戰紀錄呈現五連敗。
伯明罕決賽6-3、6-2打敗捷克的巴博拉·扎赫拉沃娃-斯特里科娃(Barbora Záhlavová-Strýcová)拿下生涯首座草地的冠軍，在溫網首輪淘汰弗蘭切斯卡·斯基亞沃內，第二輪輕取鄭潔，第三輪卻意外中箭落馬，以4-6、6-3、1-6輸給薩比娜·利斯基。北美賽季，史丹佛伊凡以7-6、6-1打敗薩比娜·利斯基報仇，最後八強以6-2、3-6、5-7輸給小威廉絲，此役過後伊凡諾維琪的世界排名自2009年後再度來到前10。羅傑斯盃第二輪落敗。辛辛那提中擊敗了库兹涅佐娃，6-2、2-6、6-4，四強賽中強碰莎拉波娃，上演了一齣極具戲劇性的比賽，首輪伊凡以6-2先下一城，第二盤伊凡以4-0領先時卻遭莎娃逆轉，伊凡曾一度提出傷停，但仍無法挽回第二盤，第三盤莎娃持續領先，曾經擁有2個賽末點，但自己出現離譜連續兩次發球失誤，不僅遭破發，更送走了比賽的勝利。賽後莎娃提出對伊凡諾維琪傷停的質疑，但伊凡諾維琪則回復自己當時的確覺得一陣暈眩，身體不舒服，反駁了莎娃的質疑，只可惜決賽中以4-6、1-6輸給小威廉絲，拿下亞軍。
北美賽季表現出色，被外界看好的美網，伊凡諾維琪卻在第二輪5-7、4-6爆冷出局，跌破大家的眼鏡。東京伊凡諾維琪擊敗了維多利亞·阿扎倫卡、露絲·莎法洛法、安赫利奎·柯貝等好手闖進決賽，最終直落二打掉瓦芝妮雅琪，單年內拿下四座冠軍，生涯第15座。北京一路進四強，面對莎拉波娃，以0-6、4-6慘敗出局。
伊斯坦堡年終賽伊凡在第一戰4-6、4-6輸給小威廉絲，雖然是直落二盤，但過程好球不斷，精彩十足。第二戰對上尤金妮·布夏德，以6-2、6-3報了澳網的一箭之仇。第三戰面對西莫娜·哈莉普，第一盤伊凡化解了對手許多盤末點，最後自己7-6(7)拿下第一盤，只可惜第二盤3-6落敗，確定無緣年終賽四強，但第三盤伊凡以6-3結束了今年的最後一場勝利，也是最後一場比賽。世界排名上升到第5位。

### 2015年：戰績下滑
年初布里斯本延續去年的好氣勢，一路殺進決賽，最後7-6、3-6、3-6再度不敵莎拉波娃。被外界列為澳網的奪冠熱門，卻在第一輪就再次跌破大家的眼鏡，以6-1、3-6、2-6輸給排名百名外的露絲·哈迪卡。伊凡聲稱因為腳趾頭的傷所致，自此伊凡諾維琪的表現開始走下坡。杜拜第二輪2-6、6-4、4-6輸給捷克新生代好手(Karolina Pliskova)。身為蒙特雷衛冕冠軍，伊凡在四強1-6、4-6輸給法國年輕好手(Caroline Garcia)。印第安維爾斯大師賽第三輪再次敗給(Caroline Garcia)，2-6、7-5、2-6。邁阿密第三輪直落二盤輸給薩比娜·利斯基。
去年在司徒加特決賽鎩羽而歸，今年在第一輪就敗給(Caroline Garcia)，今年到目前為止的三次對戰皆敗。馬德里16強輸給西班牙的卡拉·蘇亞雷斯·納凡諾(Carla Suarez Navarro)。羅馬第一輪就爆冷輸給奧地利的年輕選手(Daria Gavrilova)。法網的狀況雖然沒有太大的進步，但伊凡諾維琪一路苦戰勝出，於第四輪打敗葉卡捷琳娜·馬卡洛娃，7-5、3-6、6-1，違睽了7年再闖法網八強，6-3、6-2輕取烏克蘭的伊莉娜·斯維托莉娜(Elina Svitolina)，只可惜四強當中以5-7、5-7輸給後來的亞軍露絲·莎法洛法。
雖然在大滿貫再闖四強，但身為伯明罕衛冕冠軍，伊凡在首輪卻爆冷出局，三盤落敗給葡萄牙的吼叫女王米雪·拉莎·迪·比圖( Michelle Larcher de Brito)。溫網第一輪6-1、6-1打敗中國的徐一幡(Yi-Fan Xu)，第二輪以3-6、4-6又再一次的爆冷出局，輸給比丹妮·瑪蒂克-桑茲。
北美賽季開始，更換了新教練以後，伊凡諾維琪在兩場巡迴賽-多倫多與辛辛那提皆闖入最後八強，分別輸給瑞士的班西琪和小威廉絲。然而，伊凡諾維琪在美網第一輪卻以3-6、6-3、3-6不敵席布可娃，提早出局。
身為衛冕冠軍的東京女網賽，伊凡諾維琪於八強再度輸給席布可娃。爾後武漢女網賽十六強以6-4、1-6、0-6遭到西班牙穆古盧莎逆轉。北京女網賽儘管伊凡諾維琪先後擊敗大威廉絲、庫茲妮佐娃、帕莉歐申可娃等名將，但在四強三盤不敵瑞士的芭金絲基，世界排名正式跌出前十，無緣2015年年終賽冠軍。

### 2016年：退役
2016年初伊凡諾維琪即面臨奧克蘭與雪梨二連敗的窘境。儘管澳網闖入第三輪，仍以6-4、4-6、4-6輸給美國的凱絲。整體的硬地賽季來說，伊凡諾維琪的狀況不太好除了聖彼得堡進入最後四強，伊凡諾維琪甚至在印地安泉女網賽以2-6、0-6慘遭普利斯可娃橫掃。
紅土斯圖加特伊凡諾維琪今年第三度敗給普利斯可娃，馬德里和羅馬也未有出色的表現；去年闖入最後四強，今年僅止步於法網第三輪。
草地賽地伊凡諾維琪於溫布頓第一輪出局。北美賽季伊凡諾維琪共出賽兩場比賽、包含美網，仍是毫無勝利。美網結束後伊凡諾維琪表示因為傷痛因素，今年接下來的賽季都不會再參加任何比賽。
2016年12月29日公布自己要於官方「臉書」宣布重大事情宣布，將在29歲的年齡由網壇退休，她承認比賽太過累人，讓她難以承受，而且她不再覺得自己身體狀況好得足以持續演出最佳水準。
發布聲明表示：「我已決定由職業網壇退休。這是個艱難的決定，但有許多事值得慶幸。我曾名列世界第一，2008年還贏過法國公開賽冠軍。我已見識到自己從未夢想能達到的高峰。我也贏得過15次世界女子職業網球協會巡迴賽（WTA Tour）冠軍，還三度打進大滿貫賽決賽，一次打進聯邦盃決賽，更打過許多值得懷念的比賽。不過，不論是任何職業運動，要見識這種『高峰』得要有頂尖體能表現，而眾所周知我常為傷勢所苦。要能夠達到自己要求高標準的表現時，我才會比賽，但如今我已力有未逮，因此是時候告退了。」

## 技術分析
整體來說伊凡諾維琪屬於底線攻擊型球員，其中最著名的就為強勁且極具侵略性的正拍，也是比賽當中伊凡常用的得分工具。正拍機動性高，經常擊出出其不意的致勝球、變線、晉身壓迫、大對角的橫掃以及inside-out，閃身正拍更是常見。比賽中大部分的球也都會用正拍去給予回擊。
反拍也被公認為伊凡諾維琪的最大弱點，相較於正拍，伊凡的反拍明顯威力、攻擊性、抗壓性皆不足，常是比賽時對手鎖定的目標。球路大部分是勾向對角，單手切球也是常見的，至於變線以及攻擊是在比賽中較少出現的。
發球可說是伊凡的武器，也是致命傷。伊凡諾維琪拋球的方向極度不穩，儘管近幾年問題有許多改善，但是其雙誤數並無特別減少。由於伊凡諾維琪的身材以女子球員來說算是高的，所以一發的速度通常可以給對手莫大的威脅。接發球方面，在對手二發時，伊凡諾維琪站位會站的相當前面，並且擅長接發球直接得分。運用自己靈活的走位，閃身正拍攻擊對手、晉身壓迫，或者是反拍直接打向空檔，都是伊凡諾維琪常用的招術，有時對方一發也能有同樣的攻勢。
小球是伊凡在比賽中常用的策略，只是得分的機率並不是太高，主因是放小球的技術並不是很穩定，常常放得過高，但仍可以達到擾亂對手的功效。截擊並非伊凡所擅長的，但是比賽中伊凡常主動上網，但是得分的機會並不高，原因為伊凡上網的時機經常抓不準，留下很大的空檔，讓對手有機可趁。
比賽時對手的策略多半是攻向伊凡的反拍，以增加自己得分的機會，為了因應這種情況，只要一有機會，伊凡就會用正拍來做攻擊。但是值得注意的是，假設伊凡的正拍狀況不佳，或者是對手定反拍定的死死的，伊凡要拿下勝利是相當困難的，這也是伊凡諾維琪比賽成績非常不穩定的主要原因之一。

## 大滿貫

### 女單冠軍（1）
| 年份 | 比賽 | 場地 | 決賽對手 | 對手國籍 | 勝方比分 |
| ---- | ---- | ---- | -------- | -------- | -------- |
| 2008 | 法網 | 红土 | 萨芬娜   | 俄羅斯   | 6-4, 6-3 |

### 女單亞軍（2）
| 年份 | 比賽 | 場地 | 決賽對手 | 對手國籍 | 勝方比分 |
| ---- | ---- | ---- | -------- | -------- | -------- |
| 2007 | 法網 | 红土 | 海宁     | 比利時   | 6-1, 6-2 |
| 2008 | 澳網 | 硬地 | 莎拉波娃 | 俄羅斯   | 7-5, 6-3 |

## WTA巡迴賽

### 單打冠軍（15）
- 2005 (1) - 坎培拉（Richard Luton Properties Canberra International）
- 2006 (1) - 蒙特婁一級賽（羅傑斯盃）
- 2007 (3) - 柏林一級賽（卡塔爾電訊德國公開賽）、洛杉磯（華美銀行經典賽）、盧森堡城（盧森堡富通集團錦標賽）
- 2008 (3) - 印第安泉一級賽（印第安維爾斯大師賽）、法網、奧地利林茲（Generali女子賽）
- 2010 (2) - 林茲（Generali女子賽）、WTA冠軍錦標賽（聯邦銀行錦標賽）
- 2011 (1) - WTA冠軍錦標賽（聯邦銀行錦標賽）
- 2014 (4) - 紐西蘭奧克蘭（2014年ASB經典賽）、Abierto蒙特雷公開賽、伯明罕（Aegon經典賽）、東京頂級賽

### 單打亞軍（7）
- 2007 (2) - 東京一級賽（東麗泛太平洋公開賽）、法網
- 2008 (1) - 澳網
- 2009 (1) - 印第安泉一級賽
- 2013 (3) - 林茨（Generali女子賽）
- 2014 (2) - 斯图加特公開賽、辛辛那堤一級賽

## 外部連結
- 官方网站（英文）（塞爾維亞文）
- 安娜·伊萬諾維奇的国际女子网球协会官方資料（英文）
- 安娜·伊萬諾維奇的國際網球總會 職業／青少年 官方資料（英文）
- 中文網站
- 球迷網站（西班牙文）

| 獎項            | 獎項                 | 獎項            |
| --------------- | -------------------- | --------------- |
| 前任： 莎拉波娃 | WTA最佳進步獎 2005年 | 繼任： 揚科維奇 |
| 前任： 揚科維奇 | WTA最佳進步獎 2007年 | 繼任： 薩芬娜   |